# Capcom Fighting Collection 2
Capcom Fighting Collection 2 es una compilación de videojuegos de lucha desarrollado y publicado por Capcom. Es la tercera entrega de la colección Fighting Collection de Capcom y una secuela directa de la Capcom Fighting Collection original (2022), que abarca varios juegos de lucha de Capcom lanzados entre 1998 y 2004. Se lanzó para Nintendo Switch, PlayStation 4, Windows y Xbox One en mayo de 2025.
La alineación de juegos incluye notablemente las entradas desarrolladas por Capcom en la serie SNK vs. Capcom, Capcom vs. SNK: Millennium Fight 2000 y su secuela de 2001 Capcom vs. SNK 2: Mark of the Millennium 2001. Además, la compilación incluye los primeros juegos de lucha en 3D de Capcom: "Plasma Sword: Nightmare of Bilstein" (1998), Power Stone (1999), Power Stone 2 y Project Justice (ambos de 2000), así como el lanzamiento mejorado de 2001, Street Fighter Alpha 3 Upper y el juego de lucha cruzado Capcom Fighting Evolution (2004). Todos los juegos admiten partidas clasificatorias y casuales en línea con rollback netcode, marcadores, modos de entrenamiento y espectador, y una galería visible con otros extras del juego.

## Jugabilidad
| 1998 | Plasma Sword: Nightmare of Bilstein           |
| 1999 | Power Stone                                   |
| 2000 | Power Stone 2                                 |
| 2000 | Capcom vs. SNK: Millennium Fight 2000 Pro     |
| 2000 | Project Justice                               |
| 2001 | Street Fighter Alpha 3 Upper                  |
| 2001 | Capcom vs. SNK 2: Mark of the Millennium 2001 |
| 2002 |                                               |
| 2003 |                                               |
| 2004 | Capcom Fighting Evolution                     |

Capcom Fighting Collection 2 es una compilación de ocho juegos de lucha arcade desarrollados y publicados por Capcom. Más concretamente, incluye versiones de cuatro títulos 2D de Capcom y cuatro de los primeros juegos de lucha 3D lanzados por la desarrolladora. La colección destaca por incluir los primeros relanzamientos de los juegos de lucha crossover externos Capcom vs. SNK: Millennium Fight 2000 y Capcom vs. SNK 2: Mark of the Millennium 2001, así como el crossover interempresarial Capcom Fighting Evolution, que abarcó las diversas franquicias de juegos de lucha y beat 'em up de Capcom. También incluye Street Fighter Alpha 3 Upper, un relanzamiento mejorado del juego que incorpora los personajes adicionales que aparecen en los ports de consola doméstica del juego, lo que marca la primera vez que la versión arcade original de Upper está disponible fuera de Japón. Fighting Collection 2 incluye Power Stone (1999) y su secuela Power Stone 2 (2000), así como el juego de lucha basado en armas inspirado en Star Wars Plasma Sword: Nightmare of Bilstein (1998), la secuela de Star Gladiator (1996), y el juego de lucha por equipos con temática de escuela secundaria Project Justice (2000), la secuela de Rival Schools: United by Fate (1997).
Al igual que "Capcom Fighting Collection" y "Marvel vs. Capcom Fighting Collection: Arcade Classics", "Capcom Fighting Collection 2" ofrece partidas online casuales, clasificatorias y en salas de espera para todos los títulos, además de un modo basado en la puntuación más alta con marcadores. Además, incluye modos de entrenamiento con pantallas de control, zonas de impacto visibles para los juegos de lucha 2D, la posibilidad de mostrar la tarjeta de presentación de cada juego para obtener información sobre los controles, interruptores para personajes secretos jugables, super movimientos con un solo botón y nivel de dificultad en los modos offline. Además, incluye una banda sonora arreglada y efectos de sonido regrabados, conocidos como el estilo de sonido "Ver. 2K25", para "Capcom VS. SNK 2 (con Bill Butts, la voz del sistema de la colección, reemplazando a DJ Hiroaki Asai como la voz del sistema del juego cuando se selecciona el estilo de sonido "Ver. 2K25"), Power Stone 2 y Project Justice. También hay una variedad de filtros disponibles para ajustar la presentación de cada juego y modificar la forma en que se muestran los gráficos. Una galería del juego, accesible desde el menú principal de la colección, presenta extras adicionales, como una galería de arte con escaneos conceptuales y de personajes, y un reproductor de música con las bandas sonoras oficiales de cada juego.

## Desarrollo
En una entrevista con IGN en julio de 2024, durante el torneo de juegos de lucha Evolution Championship Series (EVO) de ese año, Shuhei Matsumoto, productor de juegos de lucha de Capcom, fue consultado sobre futuros lanzamientos de sus juegos de lucha clásicos en plataformas modernas tras el lanzamiento de Capcom Fighting Collection en 2022 y el anuncio de Marvel vs. Capcom Fighting Collection: Arcade Classics, que finalmente se lanzó en 2024. Matsumoto expresó su deseo de lanzar la mayor parte posible del catálogo heredado de Capcom en el género de juegos de lucha en plataformas modernas como un medio para "llegar a la mayor cantidad de personas que quizás nunca hayan tenido la oportunidad de jugar estos juegos en su momento". Durante EVO 2024, Capcom también estrenó imágenes del personaje de SNK Terry Bogard, quien se unió a Street Fighter 6 (2023) como luchador invitado de contenido descargable (DLC) junto con el personaje de Fatal Fury Mai Shiranui en una fecha posterior a cambio de las inclusiones de Ken Masters y Chun-Li como DLC en Fatal Fury: City of the Wolves (2025), mientras que SNK anunció y lanzó por separado un puerto de alta definición (HD) de SNK vs. Capcom: SVC Chaos (2003), la tercera y última entrega importante de la serie titular. Ambos desarrollos iniciaron especulaciones sobre un posible relanzamiento de los dos títulos "Capcom vs. SNK" desarrollados por Capcom que precedieron inmediatamente a "SVC Chaos" en el futuro, lo que Matsumoto insinuó indirectamente como una posibilidad al reiterar su deseo de trabajar con SNK en futuras colaboraciones utilizando sus personajes, sugiriendo que reintroducir los títulos clásicos a nuevos fanáticos sería un paso hacia la producción de nuevos juegos con titulares de licencias externos.
Capcom Fighting Collection 2 se anunció oficialmente el 27 de agosto de 2024, durante una presentación de Nintendo Direct Partner Showcase como la continuación directa del Capcom Fighting Collection original, junto con los detalles del lanzamiento del próximo Marvel vs. Capcom Fighting Collection. Se confirmó que la compilación estaría encabezada por la inclusión de Capcom vs. SNK: Millennium Fight 2000 y Capcom vs. SNK 2 (2001), mientras que también recopilaba varios otros juegos de lucha de Capcom lanzados entre finales de la década de 1990 y principios de la década de 2000, incluidos los primeros juegos de lucha en 3D Plasma Sword: Nightmare of Bilstein (1998), Power Stone (1999), Power Stone 2 y Project Justice (ambos de 2000), el primero y el último siendo secuelas de Star Gladiator (1996) y Rival Schools: United by Fate (1997), respectivamente; Fighting Collection 2 también incluye el mejorado Street Fighter Alpha 3 Upper (2001), y el primer relanzamiento del juego de lucha crossover Capcom Fighting Evolution (2004). En septiembre de 2024, Capcom anunció oficialmente una versión para Xbox One, que había conseguido el apoyo de Microsoft para desarrollar el juego para la consola después de "discusiones técnicas" entre las dos empresas, después de que la compilación inicialmente no estuviera programada para lanzarse para la plataforma como con Marvel vs. Capcom Fighting Collection.

## Lanzamiento
Capcom Fighting Collection 2 se lanzó para Nintendo Switch, PlayStation 4, Xbox One y Windows el 16 de mayo de 2025. Se distribuye una versión física para Nintendo Switch y PlayStation 4, al igual que con la compilación Marvel vs. Capcom Fighting Collection: Arcade Classics, que incluye un cómic exclusivo con arte producido por Udon Entertainment para todas las copias reservadas. También estaban disponibles dos remixes adicionales para la galería como bono de pedido anticipado para todas las versiones del juego.

## Recepción
La recopilación recibió críticas favorables.